# Deonna Purrazzo
Deonna Purrazzo (Livingston, Nueva Jersey, Estados Unidos; 10 de junio de 1994) es una luchadora profesional estadounidense, quien actualmente trabaja para All Elite Wrestling (AEW), previamente paso por la empresa de lucha libre profesional Impact Wrestling y a través de su relación de trabajo que también trabaja regularmente para Lucha Libre AAA Worldwide (AAA). 
Purrazzo es mayormente conocida por su trabajo dentro de la empresa WWE, aunque también ha trabajado para varias promociones como World Wonder Ring Stardom, Impact Wrestling y Ring of Honor.

## Carrera de lucha profesional

### Carrera temprana (2012-2016)
Purrazzo comenzó a entrenar en la ahora difunta D2W Pro Wrestling Academy en diciembre de 2012 después de que vio un anuncio publicitario. Ella hizo su debut en el ring en 2013. Purrazzo dejó D2W en 2014, junto con el entrenador Damian Adams, ambos continuaron entrenando en las instalaciones de entrenamiento de Team Adams en el norte de Nueva Jersey. Ella ha asistido a sesiones de entrenamiento adicionales junto a Rip Rogers en Ohio Valley Wrestling en Louisville, Kentucky.
Purrazzo hizo su debut en la lucha puertorriqueña el 16 de diciembre de 2016, en Bayamon, PR para la World Wrestling League en su evento "Christmas in PR", propiedad de Savio Vega.

### Ring of Honor (2015-2018)
A Purrazzo se le atribuye haber comenzado el "renacimiento" de Women of Honor, debutando en un partido contra Mandy Leon en Baltimore, Maryland, el 25 de julio de 2015. Aunque perdió el concurso, este combate marcó el tono de lo que iba a venir en WOH, presentando a Taeler Hendrix también. En diciembre de 2015 en el 2300 Arena en Filadelfia, Pensilvania, Purrazzo se asoció con Hania "The Howling Huntress" en otro esfuerzo perdedor contra Mandy Leon y Sumie Sakai. Purrazzo hizo una aparición en la Supercard of Honor X de Ring of Honor en abril de 2016, donde se asoció con Amber Gallows en un combate por equipos contra Solo Darling y Mandy Leon, pero perdió por sumisión. En el episodio del 14 de diciembre de la serie web Wednesday of Honor Wednesday de ROH, Purrazzo volvió a enfrentarse a Sumie Sakai en un esfuerzo ganador. Purrazzo hizo su primera aparición en el episodio de ROH TV que se emitió el 10 de diciembre de 2016. Purrazzo derrotó con éxito a Candice LeRae.
El 23 de junio de 2017 en Best in the World, Purrazzo se asoció con Mandy Leon siendo derrotadas ante Kris Wolf y Sumie Sakai. Durante las grabaciones de TV de la noche siguiente, Purrazzo luchó en un combate a tres contra Karen Q y Kelly Klein, y Karen Q lo tapó. En las grabaciones del 29 de julio (subidas en YouTube el 6 de septiembre), Purrazzo perdió un partido individual a Klein, luego de la interferencia de Karen Q, quien atacó a Purrazzo durante y después del combate.
El 11 de enero de 2018, Purrazzo firmó un contrato con ROH. Purrazzo participa en el torneo para coronar la Campeona Femenina del Honor. En ROH Manhattan Mayhem 2018 ganó junto con Tenille Dashwood en un combate por equipos contra Jenny Rose y Sumie Sakai. Purrazzo avanzó a los cuartos de final del torneo del Campeonato Femenino de Honor después de derrotar a Holidead. En los cuartos de final, Purrazzo fue eliminado del torneo después de perder ante Mayu Iwatani.

### Total Nonstop Action Wrestling (2014-2017)
Purrazzo hizo su debut en la lucha libre TNA durante la grabación del 10 de mayo de 2014 de Total Nonstop Action Wrestling , perdiendo un partido de individuales contra Brooke en Knockouts Knockdown II.

### World Wonder Ring Stardom (2017-2018)
Purrazzo hizo su debut en World Wonder Ring Stardom, el 29 de enero de 2017. Purrazzo hizo equipo con Christi Jaynes y Shayna Baszler en un equipo logrando derrotar a Kagetsu, Kris Wolf y Viper. El 4 de febrero, Purrazzo se asoció una vez más con Baszler y Jaynes, en otro esfuerzo ganador contra Arisu Nanase, Jungle Kyona y Natsuko Tora. El 11 de febrero, Purrazzo y Baszler derrotaron a HZK e Io Shirai, y a Toni Storm y Zoe Lucas, en un combate de Three Way Tag Team.

### WWE

#### Apariciones esporádicas (2014-2016)
En 2014, Purrazzo comenzó a trabajar como talento extra para WWE apareciendo en varios sketches con el extalento de Adam Rose como un "Rosebud". Apareció en el episodio del 11 de noviembre de 2015 de NXT, donde fue derrotada por Nia Jax. En el episodio del 19 de noviembre de NXT, Purrazzo perdió ante Asuka. En el episodio del 13 de enero de 2016 de NXT , ella participó en una batalla real para determinar el contendiente número uno para el Campeonato Femenina de NXT. Ella siguió apareciendo durante todo 2016, perdiendo ante Asuka, Emma, Nia Jax y Bayley.
El 13 de diciembre de 2016 en SmackDown Live, Purrazzo se enfrentaría al Campeona Femenina de SmackDown Alexa Bliss, sin embargo, Bliss la atacó antes de que comenzara la lucha. El 27 de diciembre de SmackDown Live, ella interpretó a la persona de La Luchadora, interrumpiendo el partido entre Bliss y Becky Lynch por el Campeonato Femenina de SmackDown. 
Purrazzo fue seleccionado como suplente para el torneo inaugural Mae Young Classic, donde compitió en la noche dos del torneo en un dark match. Junto a Jessica James, Purrazzo fue victoriosa a través de Fujiwara contra Nicole Matthews y Barbi Hayden. 

#### NXT (2018-2020)

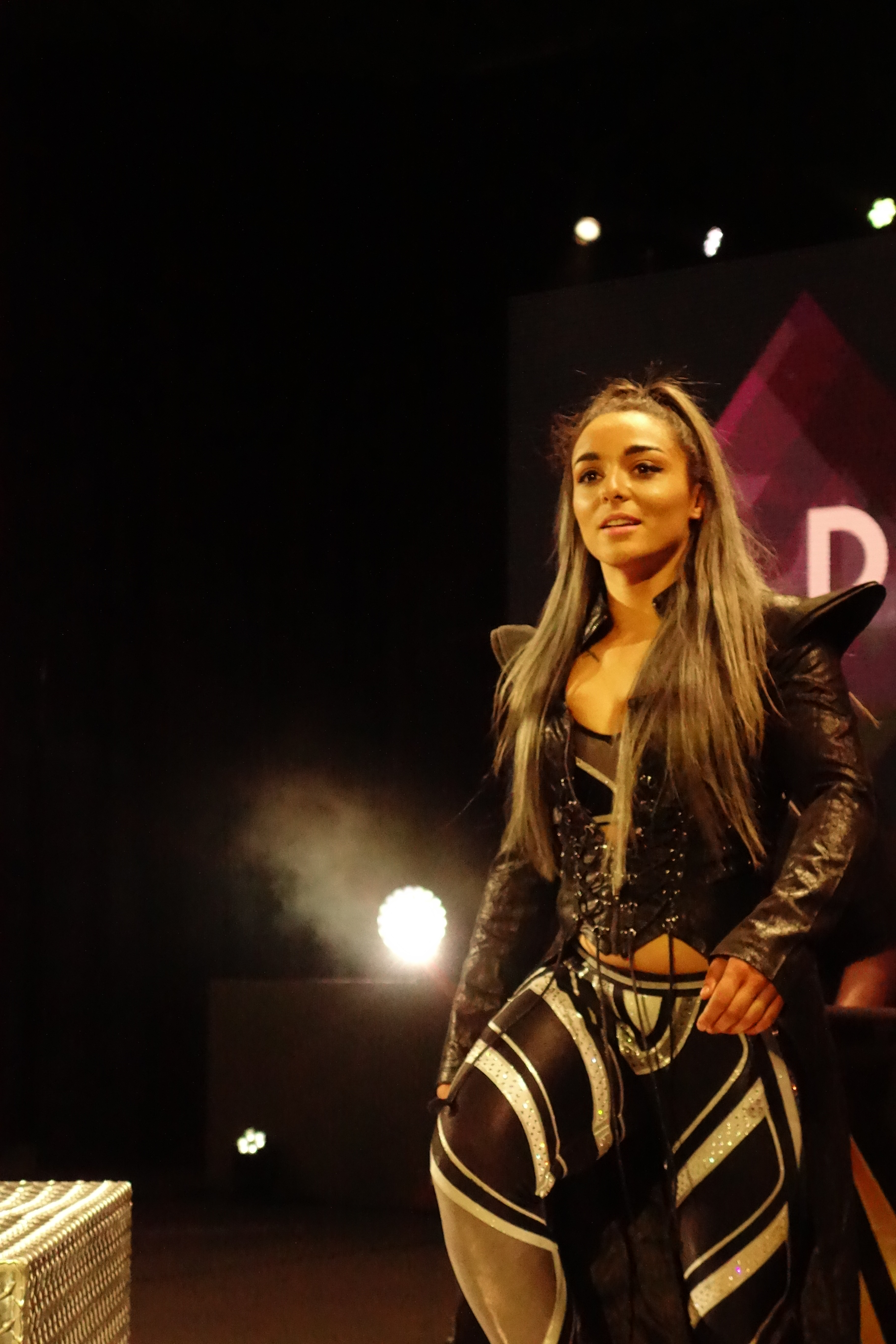
En 2018, Purrazzo firmó con WWE para unirse a NXT.

El 31 de mayo de 2018, se informó que Purrazzo había firmado un contrato con la WWE. En la misma semana, WWE anunció que Purrazzo competirá en el segundo Mae Young Classic.
El 22 de agosto en NXT, Purrazo fue derrotada por Bianca Belair. El 19 de septiembre en el episodio de NXT, hizo equipo con Dakota Kai siendo derrotadas contra Lacey Evans y Aliyah.
Regresó a NXT, en el NXT del 15 de enero se enfrentó a Bianca Belair, Candice LeRae, Kacy Catanzaro, Mercedes Martinez, Io Shirai, Chelsea Green, Xia Li, Tegan Nox, Shotzi Blackheart, Vanessa Borne, Kayden Carter, Santana Garrett, Shayna Baszler, MJ Jenkins, Catalina, Deonna Purrazzo & Jessi Kamea en una Battle Royal Match por una oportunidad al Campeonato Femenino de NXT de Rhea Ripley en NXT TakeOver:Portland, sin embargo perdió, en el NXT del 11 de marzo fue derrotada por Tegan Nox en un combate de clasificación a una Ladder Match por una oportunidad al Campeonato Femenino de NXT en NXT Take Over: Tampa Bay. En el NXT transmitido el 1 de abril, se enfrentó a Shotzi Blackheart, Dakota Kai, Kayden Carter, Aliyah y a Xia Li en un Gauntlet Match para clasificar a la ladder Match por una oportunidad al Campeonato Femenino de NXT de Rhea Ripley, entrando de 2.ª, sin embargo fue eliminada por Blackheart.
El 15 de abril de 2020, Purrazzo fue liberada de su contrato con la WWE.

### Regreso a Impact Wrestling (2020-2023)
En el episodio de Impact Wrestling del 26 de mayo de 2020, poco más de un mes después de su liberación de la WWE, Deonna Purrazzo firma un contrato con Impact Wrestling y hace su debut a través de una promoción, donde se presenta como "The Virtuosa", una luchadora que posee grandes habilidades técnicas y conocimiento, capaz de realizar con precisión todos los movimientos que la llevarán al éxito. El 9 de junio de 2020, Purrazzo debutó en el episodio de Impact! atacando a la Campeona de Knockouts de Impact Jordynne Grace colocándola en el brazo de Fujiwara, estableciéndose como un heel. El 18 de julio en Slammiversary, Purrazzo derrotó a Grace para ganar el campeonato. Purrazzo retó a Grace en el primer en un 30-Minute Iron Man Match de Impact Wrestling en el evento Emergence Noche 2 el cual logró retener exitosamente el título llevándose la cuenta 2-1 a favor de Purazzo. En Hard To Kill, derrotó a Taya Valkyrie y retuvo Campeonato Knockouts de Impact!. En Sacrifice derrotó a ODB y retuvo Campeonato Knockouts de Impact!. En Hardcore Justice Jazz en un Old School Rules Title vs. Career Match retirando a Jazz y retuvo Campeonato Knockouts de Impact!. Under Siege, derrotó a Jessicka Havok y retuvo Campeonato Knockouts de Impact!. En Against all Odds, derrotó a Rosemary y retuvo Campeonato Knockouts de Impact!. En el Impact! emitido el 3 de julio, derrotó a Lady Frost y retuvo Campeonato Knockouts de Impact!. En Slammiversary, derrotó a Thunder Rosa y retuvo Campeonato Knockouts de Impact!. En Bound for Glory XVII, fue derrotada por Mickie James perdiendo Campeonato Knockouts de Impact!. 
En Hard To Kill, se enfrentó a Mickie James en un Texas Death Match por el Campeonato Knockouts de Impact!, sin embargo perdió. En el Pre-Show de Emergence, junto a Chelsea Green derrotaron a Rosemary & Taya Valkyrie (con Jessicka) ganando los Campeonatos Knockouts en Parejas de Impact!. En el Impact! emitido el 25 de agosto, junto a Chelsea Green derrotaron a Jordynne Grace & Mia Yim reteniendo los Campeonatos Knockouts en Parejas de Impact!.  El 16 de abril de 2023, al Mickie James dejar vacante el Impact Knockouts World Championship debido a una lesión; Purrazzo se enfrentaría a Jordynne Grace en el evento por paga Rebellion en  donde  salió  victoriosa convirtiéndose así, en tres veces campeona de dicho título.

### Lucha Libre AAA Worldwide (2021-2023)
El 1 de mayo de 2021 hizo su debut retando a Faby Apache en TripleMania XXIX. En Triplemanía XXIX, derrotó a Faby Apache en un Winner Takes All Match ganando el Campeonato Reina de Reinas de AAA por primera vez y reteniendo el Campeonato Knockouts de Impact!.

### All Elite Wrestling (2022, 2024-presente)
El 3 de enero de 2024, en la primera edición del año de Dynamite celebrada en su natal New Jersey, Purrazzo regreso a AEW interrumpiendo a Mariah May. Esa misma noche la compañía anuncio haber firmado la luchadora a un contrato de tiempo completo.

## Vida personal
Desde inicios del 2021, mantiene una relación con el luchador Steve Maclin, el cual el 11 de febrero del 2022, anunciaron su compromiso matrimonial en sus redes sociales.

## En lucha
- Movimientos finales
  - Bridging Fujiwara Armbar
  - Brainbuster[7]
- Signature moves
  - Headbutt
- Apodos
  - "The Virtuosa"
- Tema de entrada
  - "Fujiwara Armbar Specialist" por Hot Tag Media Works
  - "Bittersweet Synergy" por APM Music
  - "Fluent in Purazzo" por CFO$

## Campeonatos y logros
- Dynamite Championship Wrestling
  - DCW Women's Championship (1 vez)[8]

- East Coast Wrestling Association
  - ECWA Women's Championship (1 time)[9]
  - ECWA Super 8 ChickFight Tournament (2015, 2016)[10][11]
  - Match of the Year (2016) – vs. Karen Q el 22 de octubre de 2016[12]
  - Most Popular Wrestler (2016)[12]
  - Most Shocking Moment (2016) – for winning back to back ECWA Women’s Super 8 Tournaments[12]
  - Wrestler of the Year (2016)[12]

- Game Changer Wrestling
  - GCW Women's Championship (1 vez)[13]

- Impact Wrestling
  - Impact Knockouts Championship (3 veces)
  - Impact Knockouts Tag Team Championship (1 vez) - con Chelsea Green
  - 2021 Homecoming  Queen – ganó el torneo de bienvenida con Matthew Rehwoldt
  - IMPACT Year End Awards (4 veces)
    - Wrestler of the Year (2020)[14]
    - Knockout of the Year (2020,2021)[14]
    - Knockouts Match of the Year (2021) vs. Mickie James at Bound for Glory

- Lucha Libre AAA Worldwide
  - Campeonato Reina de Reinas de AAA (1 vez)
  - Lucha Libre World Cup (2023) - con Jordynne Grace & Kamille

- Monster Factory Pro Wrestling
  - MFPW Girls Championship (1 vez)[15]

- New York Wrestling Connection
  - NYWC Starlet Championship (1 vez)[16]

- Paradise Alley Pro Wrestling
  - Center Ring Divas Championship (1 vez)[17]

- Ring of Honor
  - ROH Women's World Championship (1 vez)
  - ROH Year-End Award (1 vez)
    - WOH Wrestler of the Year (2017)[18]

- Pro Wrestling Illustrated
  - Situada en el N°34 en el PWI Female 50 en 2017
  - Situada en el N°49 en el PWI Female 100 en 2018
  - Situada en el Nº85 en el PWI Female 100 en 2019
  - Situada en el Nº30 en el PWI Female 100 en 2020
  - Situada en el Nº3 en el PWI Female 150 en 2021
  - Situada en el Nº19 en el PWI Female 150 en 2022
  - Situada en el Nº7 en el PWI Female 150 en 2023